# Motor în stea

Principiul de funcționare al unui motor în stea (animație)

Motorul în stea sau motor cu cilindrii în stea, este un model de construcție de motor cu ardere internă cu sistem bielă-manivelă, cu mai mulți cilindrii dispuși radial în formă de stea în jurul unui arbore cotit. Motoarele în stea lucrează ponderal după sistemul în patru-timpi a motoarelor Otto, dar pot fi și motoare Diesel ori în doi timpi, sau un sistem combinat ale acestora. Își găsesc preponderent folosința în construcția motoarelor de avion. 
În mod obișnuit la aceste motoare, carcasa cu cilindrii este staționară iar arborele cotit execută mișcarea de rotație dar există și motoare rotative în stea, la care arborele este fix  iar steaua de cilindrii se rotește.

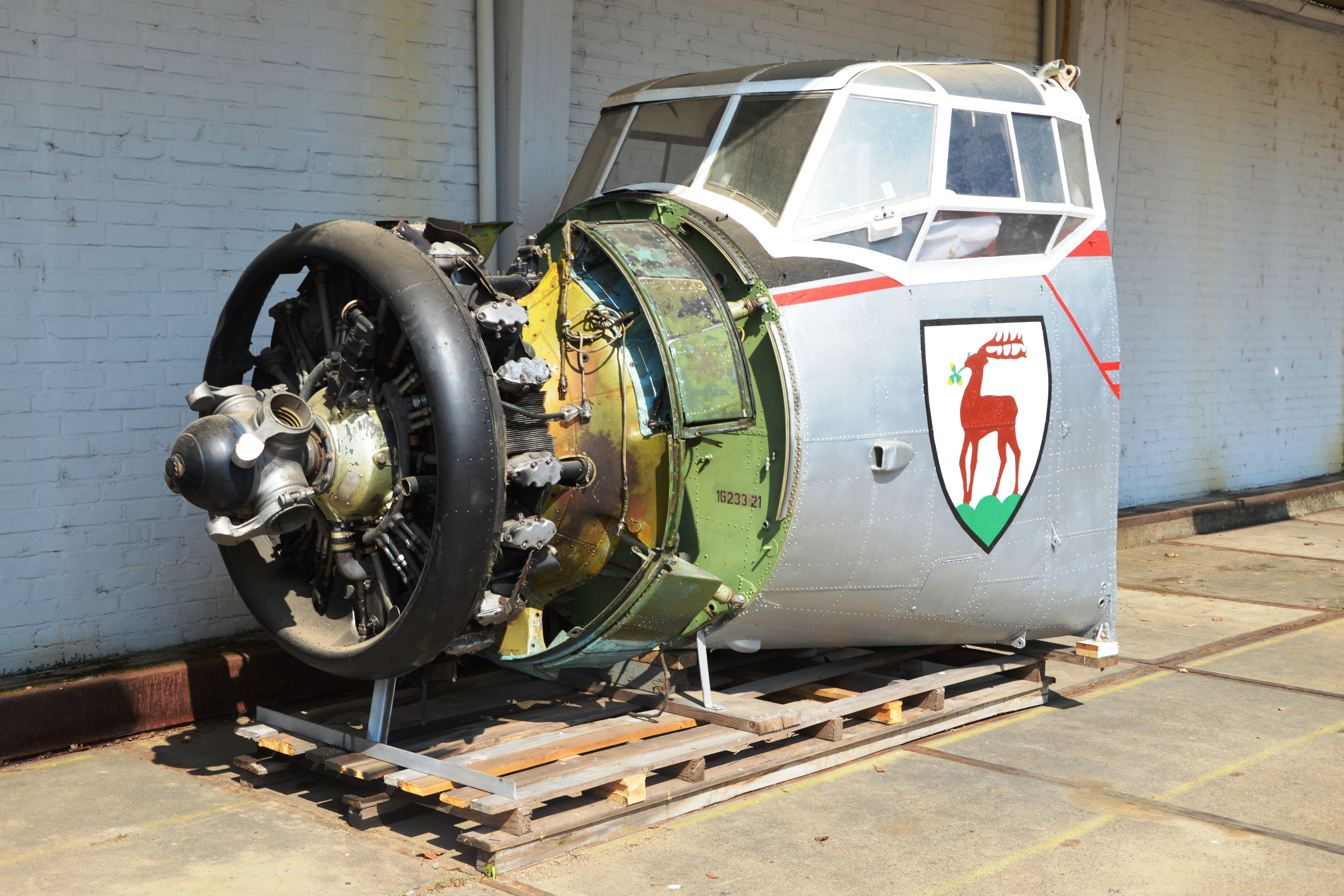
Motor în stea al unui avion An-2

Principiul de funcționare al unui motor rotativ în stea (animație)